# Vilamoura
Vilamoura is een badplaats in de Portugese gemeente Loulé in de Algarve. Het behoort tot de freguesia van Quarteira.
Vilamoura is een bewust aangelegd recreatieoord met jachthaven, ontworpen door een rijke bankier uit Lissabon. In 1974 vonden de eerste bouwwerkzaamheden plaats, en tegenwoordig breidt het plaatsje zich nog steeds uit. Het oord ligt 22 kilometer ten westen van Faro en 266 kilometer van Lissabon. De dichtstbijgelegen luchthaven ligt in Faro. Vilamoura beslaat zo'n 20 km² en is daarmee een van Europa's grootste toeristenoorden.

## Bezienswaardigheden
- Romeinse ruïnes van Cerro da Vila, gelegen ten noordoosten van de jachthaven. Het nabijgelegen museum biedt tevens inzicht in het verleden van de plaats.

## Sport
In Vilamoura liggen zes golfbanen. Op een daarvan, de 18-holes Oceânico Victoria Clube de Golfe, worden jaarlijks diverse wedstrijden gehouden, onder meer de Portugal Masters. De golfbaan is een ontwerp van Arnold Palmer en werd in 2006 verkozen tot "Beste Portugese Golfbaan 2006" bij de jaarlijkse Publituris Awards.
Verder liggen in Vilamoura een tennis- en duikclub.